# アタスコサ郡 (テキサス州)
アタスコサ郡（英: Atascosa County）は、アメリカ合衆国テキサス州の南部に位置する郡である。2010年国勢調査での人口は44,911人であり、2000年の38,628人から16.3％増加した。郡庁所在地はジョーダントン市（人口3,871人）であり、同郡で人口最大の都市はプレザントン市（人口8,934人）である。アタスコサ郡は1856年にベア郡から分離して設立され、郡名はアタスコサ川に因んで名付けられた。
アタスコサ郡はサンアントニオ・ニューブローンフェルズ大都市圏に属している。

## 地理
アメリカ合衆国国勢調査局に拠れば、郡域全面積は1,236平方マイル (3,201 km2)であり、このうち陸地1,232平方マイル (3,191 km2)、水域は3平方マイル (8 km2)で水域率は0.28％である。

### 主要高規格道路
- 州間高速道路37号線
- アメリカ国道281号線
- テキサス州道16号線
- テキサス州道85号線
- テキサス州道97号線

### 隣接する郡
- ベア郡 - 北
- ウィルソン郡 - 北東
- カーンズ郡 - 東
- ライブオーク郡 - 南東
- マクマレン郡 - 南
- ラサール郡 - 南西
- フリオ郡 - 西
- メディナ郡 - 北西

## 人口動態
以下は2000年国勢調査による人口統計データである。
| 基礎データ - 人口: 38,628人 - 世帯数: 12,816 世帯 - 家族数: 10,022 家族 - 人口密度: 12人/km2（31人/mi2） - 住居数: 14,883軒 - 住居密度: 5軒/km2（12軒/mi2） 人種別人口構成 - 白人: 73.23% - アフリカン・アメリカン: 0.60% - ネイティブ・アメリカン: 0.80% - アジア人: 0.31% - 太平洋諸島系: 0.06% - その他の人種: 21.53% - 混血: 3.47% - ヒスパニック・ラテン系: 58.56% 年齢別人口構成 - 18歳未満: 31.7% - 18-24歳: 8.9% - 25-44歳: 27.6% - 45-64歳: 21.0% - 65歳以上: 10.8% - 年齢の中央値: 32歳 - 性比（女性100人あたり男性の人口） - 総人口: 96.6 - 18歳以上: 94.2 | 世帯と家族（対世帯数） - 18歳未満の子供がいる: 41.7% - 結婚・同居している夫婦: 60.3% - 未婚・離婚・死別女性が世帯主: 13.0% - 非家族世帯: 21.8% - 単身世帯: 18.9% - 65歳以上の老人1人暮らし: 8.7% - 平均構成人数 - 世帯: 2.99人 - 家族: 3.41人 収入と家計 - 収入の中央値 - 世帯: 33,081米ドル - 家族: 37,705米ドル - 性別 - 男性: 27,702米ドル - 女性: 18,810米ドル - 人口1人あたり収入: 14,276米ドル - 貧困線以下 - 対人口: 20.2% - 対家族数: 16.1% - 18歳未満: 25.6% - 65歳以上: 21.7% |

## 都市と町
- シャーロット
- ジョーダントン - 郡庁所在地
- ライトル（部分）
- プレザントン
- ポティート

### 町
- クリスタイン

### 未編入の町
- キャンベルトン
- レミング
- マッコイ
- ペギー
- ロスビル
- キョート
- ラパリタ

## 教育
アタスコサ郡の教育は以下の独立教育学区が管轄している
- シャーロット独立教育学区（部分）
- ジョーダントン独立教育学区
- カンザスシティ独立教育学区（部分）
- ライトル独立教育学区（部分）
- プレザントン独立教育学区
- ポティート独立教育学区
- サマセット独立教育学区（部分）

## ギャラリー

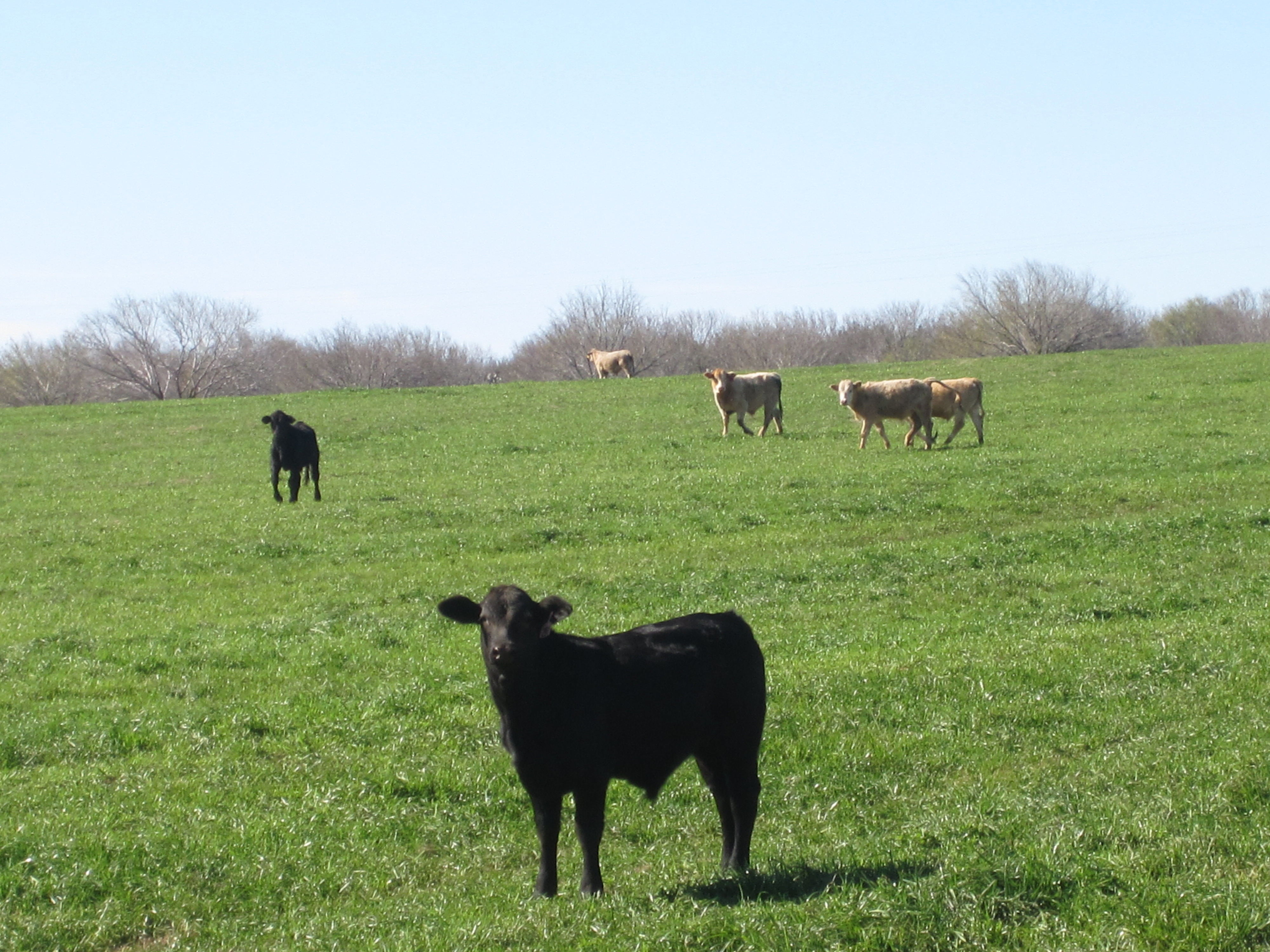
アタスコサ郡の牛牧場
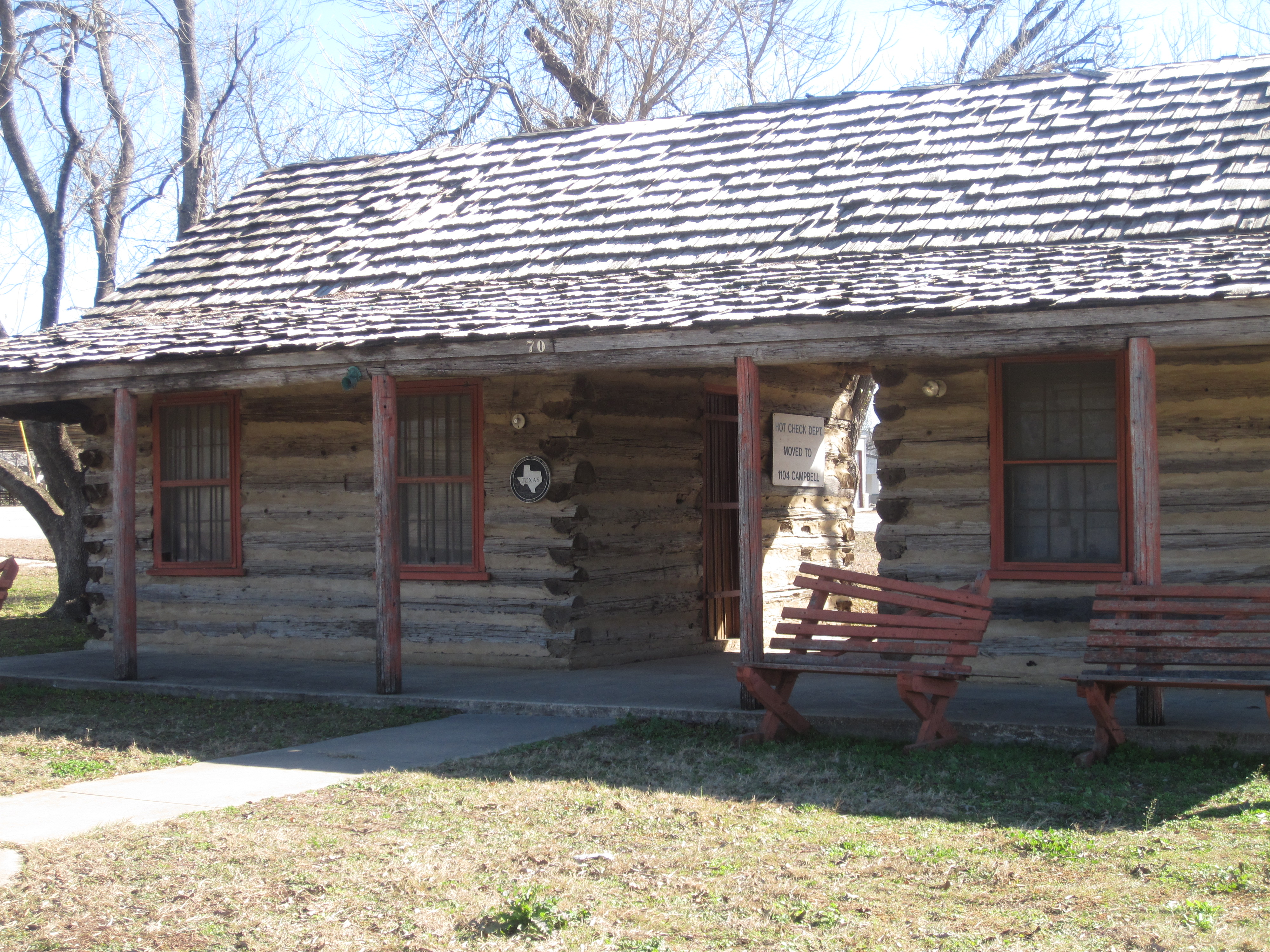
アタスコサ郡初代丸太造り郡庁舎の再建版
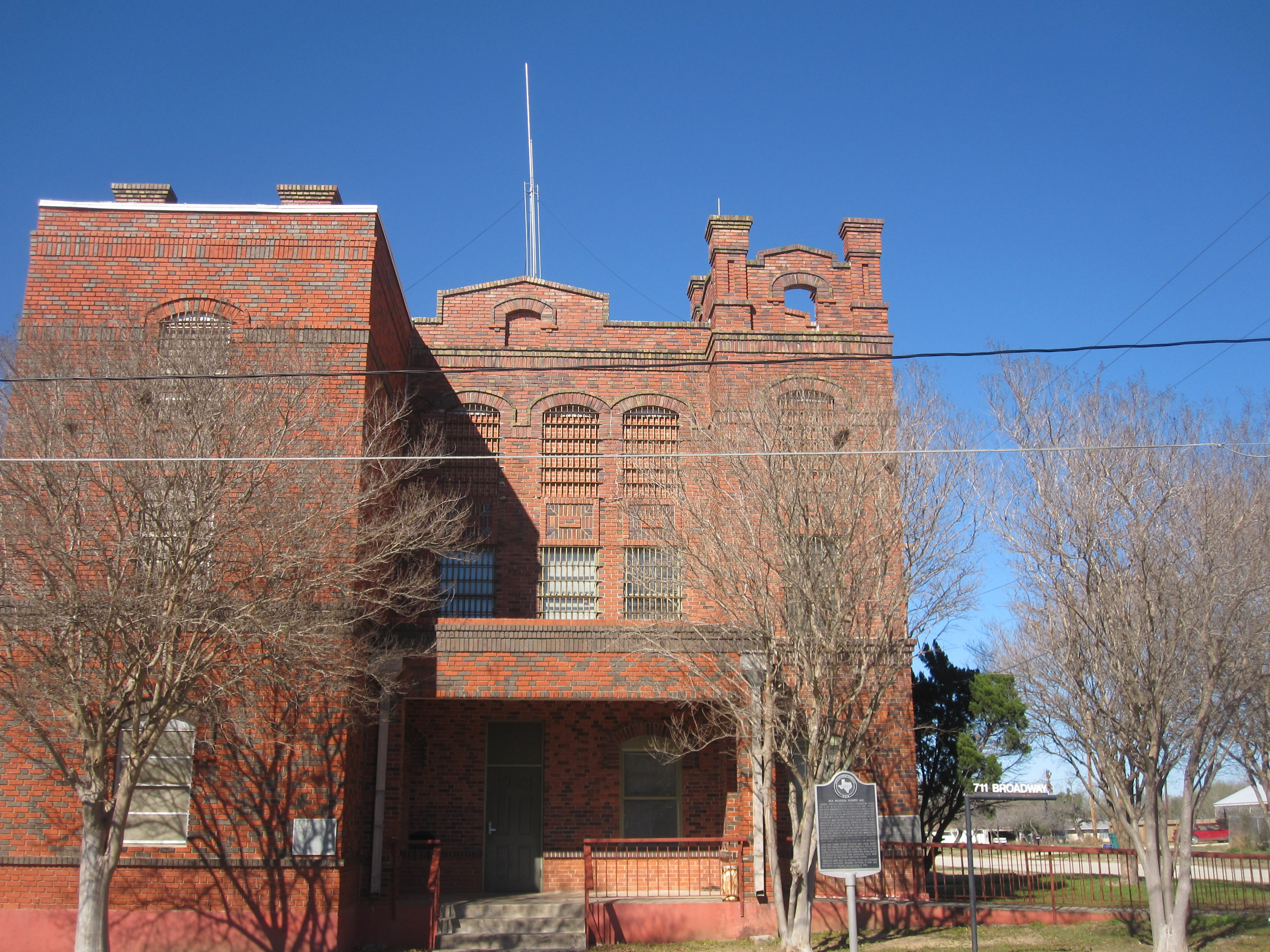
昔のアタスコサ郡監獄、1911年から1982年まで使われた
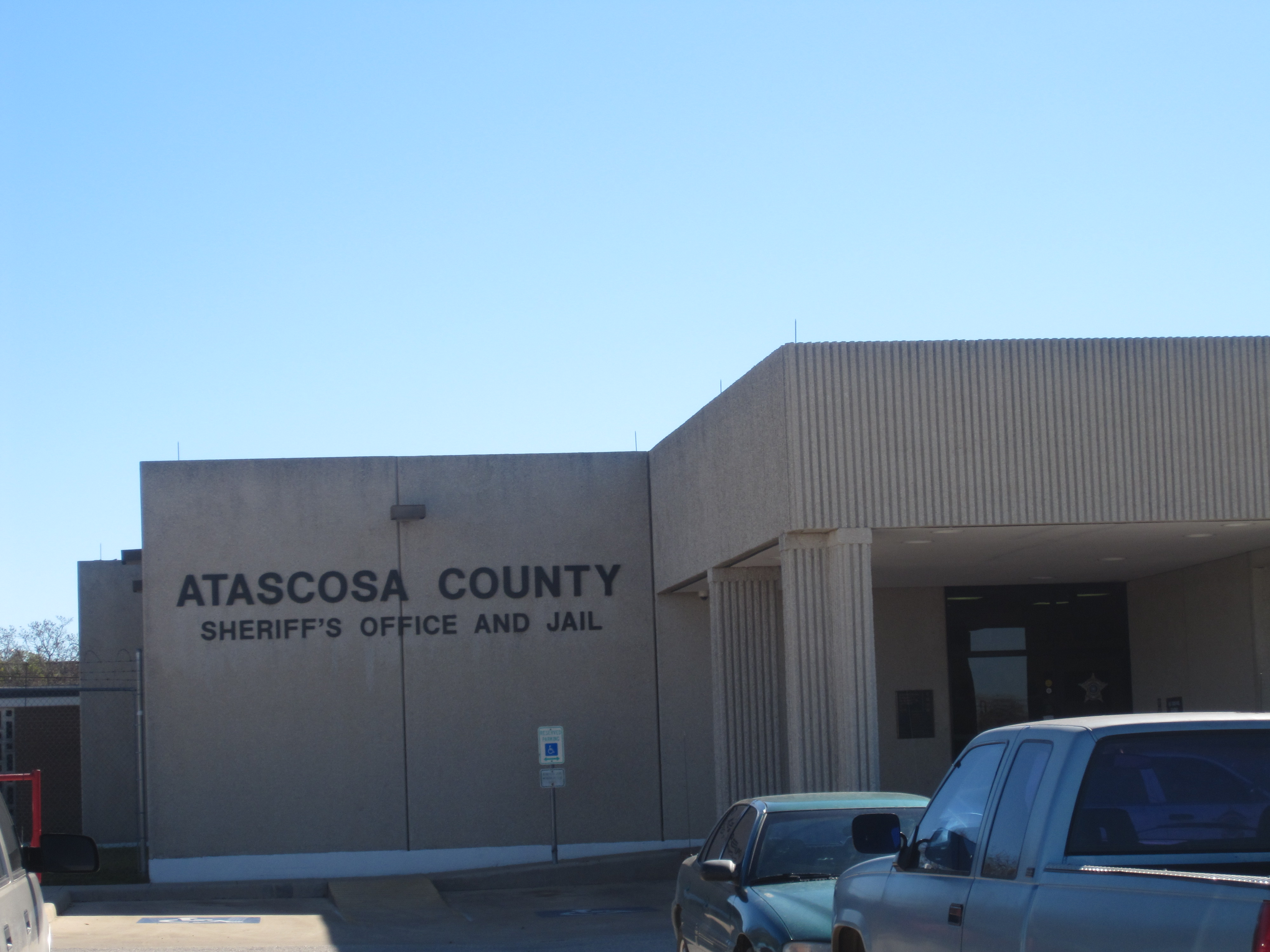
アタスコサ郡保安官事務所と収監所、向かいの郡庁舎の後ろにある
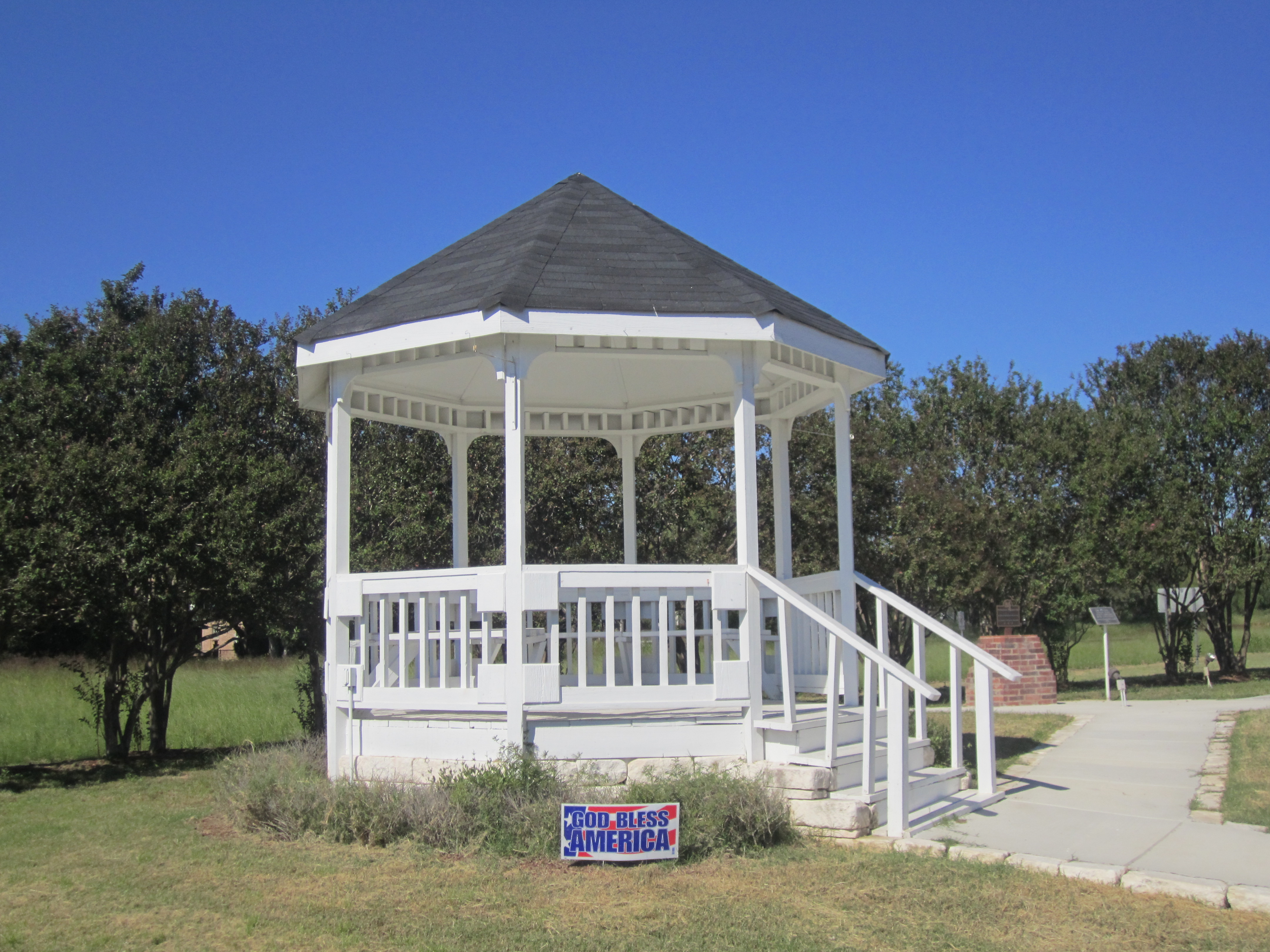
ライトルにある退役兵記念公園のガゼボ
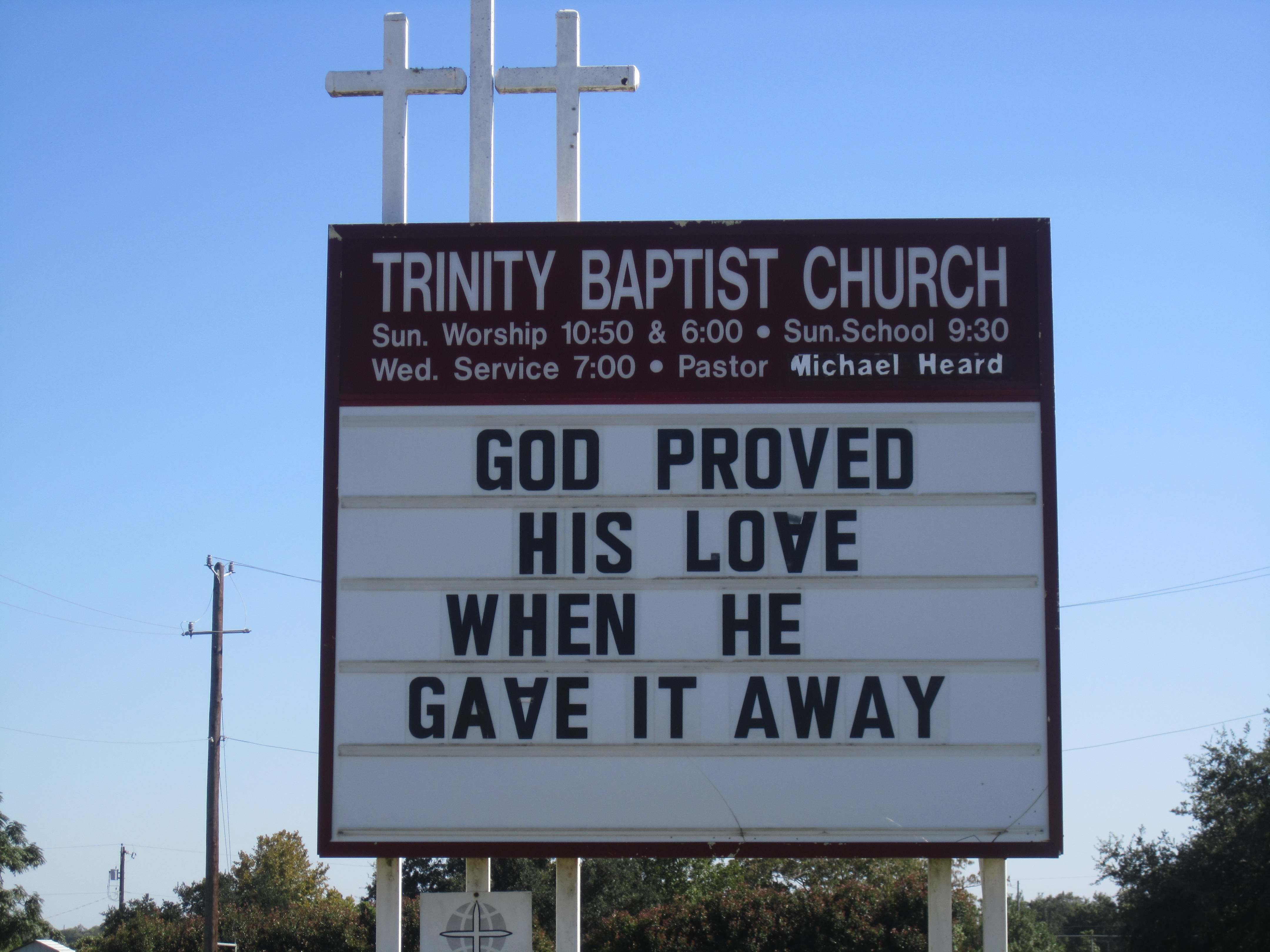
ライトルにあるトリニティ・バプテスト教会の表示